# (150118) Petersberg
(150118) Petersberg est un astéroïde de la ceinture principale.

## Description
(150118) Petersberg est un astéroïde de la ceinture principale. Il fut découvert le 18 septembre 1993 à Tautenburg par Freimut Börngen et Lutz Dieter Schmadel. Il présente une orbite caractérisée par un demi-grand axe de 3,08 UA, une excentricité de 0,30 et une inclinaison de 3,1° par rapport à l'écliptique.